# Richaun Holmes
Pour les articles homonymes, voir Holmes.
Richaun Diante Holmes, né le 15 octobre 1993 au Lockport dans l'Illinois, est un joueur américain de basket-ball évoluant au poste de pivot.

## Biographie

### Carrière universitaire
Entre 2011 et 2012, il joue à la Moraine Valley CC.
Entre 2012 et 2015, Holmes joue pour les Falcons de Bowling Green.

### Carrière professionnelle

#### 76ers de Philadelphie (2015-2018)
Le 25 juin 2015, il est drafté à la 37e position par les Sixers de Philadelphie.
Le 29 juillet 2015, Holmes signe son premier contrat professionnel avec les Sixers. Il a du mal à lancer sa carrière et est considéré comme un joueur de complément. Il y a du mieux dans sa deuxième saison, puisque son temps de jeu et son rendement augmentent sensiblement. Mais il est chassé l'année suivante par l'émergence dans le secteur intérieur de Philadelphie du pivot camerounais Joel Embiid. 

#### Suns de Phoenix (2018-2019)
Le 20 juillet 2018, Holmes est envoyé aux Suns de Phoenix où il effectue sa première saison complète, toujours en sortie de banc. Il y épure son jeu et son efficacité est en hausse.

#### Kings de Sacramento (2019-2023)
Le 1er juillet 2019, il s'engage pour deux saisons avec les Kings de Sacramento. Son début de saison 2019-2020 est très encourageant, puisqu'il tourne après 3 matchs à 12,8 points et 8,5 rebonds. Holmes est qualifié de "révélation" par la presse sportive de Sacramento.
Agent libre à l'été 2021, Richaun Holmes re-signe avec les Kings pour un contrat de 55 millions de dollars sur quatre ans. Le 18 mars 2022, les Kings annoncent que Richaun Holmes manquera la fin de la saison pour raisons personnelles.

#### Mavericks de Dallas (2023-2024)
Le soir de la draft 2023, Holmes est envoyé vers les Mavericks de Dallas.

#### Wizards de Washington (2024-2025)
En février 2024, il est transféré aux Wizards de Washington contre Daniel Gafford. Son contrat est rompu par les Wizards en juillet 2025.

#### Panathinaïkós (depuis 2025)
En août 2025, Holmes quitte la NBA pour le Panathinaïkós, club grec évoluant en Euroligue.

## Clubs successifs
- 2011-2012 :  Moraine Valley CC (en)
- 2012-2015 :  Falcons de Bowling Green (NCAA)
- 2015-2018 :  Sixers de Philadelphie (NBA)
- 2018-2019 :  Suns de Phoenix (NBA)
- 2019-2023 :  Kings de Sacramento (NBA)
- 2023-février 2024 :  Mavericks de Dallas (NBA)
- février 2024-2025 :  Wizards de Washington (NBA)

## Palmarès
- First-team All-MAC (2015)
- MAC Defensive Player of the Year (2015)
- Third-team All-MAC (2014)

## Statistiques

### Universitaires
Les statistiques de Richaun Holmes en matchs universitaires sont les suivantes :
| Saison    | Équipe            | Matchs | Titul. | Min./m | % Tir | % 3pts | % LF | Rbds/m. | Pass/m. | Int/m. | Ctr/m. | Pts/m. |
| --------- | ----------------- | ------ | ------ | ------ | ----- | ------ | ---- | ------- | ------- | ------ | ------ | ------ |
| 2011-2012 | Moraine Valley CC | -      | -      | -      | -     | -      | -    | -       | -       | -      | -      | -      |
| 2012-2013 | Bowling Green     | 32     | 2      | 18,8   | 63,3  | 0,0    | 62,0 | 4,97    | 0,22    | 0,53   | 2,28   | 6,47   |
| 2013-2014 | Bowling Green     | 32     | 31     | 32,0   | 50,7  | 30,0   | 70,6 | 7,66    | 0,91    | 1,12   | 2,75   | 13,28  |
| 2014-2015 | Bowling Green     | 31     | 31     | 28,8   | 56,5  | 41,9   | 71,2 | 8,03    | 0,84    | 0,71   | 2,65   | 14,81  |
| Carrière  | Carrière          | 95     | 64     | 26,5   | 55,4  | 35,3   | 69,7 | 6,87    | 0,65    | 0,79   | 2,56   | 11,48  |

### Professionnelles

#### Saison régulière NBA
| Saison    | Équipe       | Matchs | Titul. | Min./m | % Tir | % 3pts | % LF | Rbds/m. | Pass/m. | Int/m. | Ctr/m. | Pts/m. |
| --------- | ------------ | ------ | ------ | ------ | ----- | ------ | ---- | ------- | ------- | ------ | ------ | ------ |
| 2015-2016 | Philadelphie | 51     | 1      | 13,8   | 51,4  | 18,2   | 68,9 | 2,65    | 0,65    | 0,37   | 0,78   | 5,63   |
| 2016-2017 | Philadelphie | 57     | 17     | 20,9   | 55,8  | 35,1   | 69,9 | 5,46    | 1,02    | 0,74   | 0,96   | 9,81   |
| 2017-2018 | Philadelphie | 48     | 2      | 15,5   | 56,0  | 12,9   | 66,1 | 4,40    | 1,27    | 0,42   | 0,60   | 6,48   |
| 2018-2019 | Phoenix      | 70     | 4      | 16,9   | 60,8  | –      | 73,1 | 4,73    | 0,86    | 0,60   | 1,13   | 8,17   |
| 2019-2020 | Sacramento   | 44     | 38     | 28,2   | 64,8  | –      | 78,8 | 8,14    | 0,95    | 0,93   | 1,27   | 12,25  |
| 2020-2021 | Sacramento   | 61     | 61     | 29,2   | 63,7  | 18,2   | 79,4 | 8,30    | 1,70    | 0,60   | 1,60   | 14,20  |
| 2021-2022 | Sacramento   | 45     | 37     | 23,9   | 66,0  | 40,0   | 77,8 | 7,00    | 1,10    | 0,40   | 0,90   | 10,40  |
| 2022-2023 | Sacramento   | 42     | 1      | 8,3    | 61,8  | 62,5   | 78,9 | 1,90    | 0,20    | 0,10   | 0,30   | 3,10   |
| 2023-2024 | Dallas       | 23     | 2      | 10,3   | 55,9  | –      | 57,1 | 3,40    | 0,70    | 0,10   | 0,40   | 3,40   |
| 2023-2024 | Washington   | 17     | 8      | 18,7   | 55,7  | 33,3   | 84,6 | 6,10    | 0,60    | 0,50   | 0,60   | 7,10   |
| 2024-2025 | Washington   | 31     | 7      | 17,2   | 64,7  | 0,0    | 83,3 | 5,70    | 1,40    | 0,30   | 0,70   | 7,40   |
| Carrière  | Carrière     | 489    | 178    | 19,1   | 60,5  | 26,9   | 75,1 | 5,30    | 1,00    | 0,50   | 0,90   | 8,50   |

#### Playoffs NBA
| Saison   | Équipe       | Matchs | Titul. | Min./m | % Tir | % 3pts | % LF | Rbds/m. | Pass/m. | Int/m. | Ctr/m. | Pts/m. |
| -------- | ------------ | ------ | ------ | ------ | ----- | ------ | ---- | ------- | ------- | ------ | ------ | ------ |
| 2018     | Philadelphie | 3      | 0      | 3,6    | 0,0   | 0,0    | 0,0  | 0,33    | 0,33    | 0,00   | 0,00   | 0,00   |
| Carrière | Carrière     | 3      | 0      | 3,6    | 0,0   | 0,0    | 0,0  | 0,33    | 0,33    | 0,00   | 0,00   | 0,00   |

## Records sur une rencontre en NBA
Les records personnels de Richaun Holmes en NBA sont les suivants, :
| Type de statistique        | Saison régulière | Saison régulière            | Saison régulière | Playoffs | Playoffs            | Playoffs      |
| Type de statistique        | Record           | Adversaire                  | Date             | Record   | Adversaire          | Date          |
| -------------------------- | ---------------- | --------------------------- | ---------------- | -------- | ------------------- | ------------- |
| Points                     | 28               | @ Trail Blazers de Portland | 4 décembre 2019  | -        | -                   | -             |
| Paniers marqués            | 12               | Lakers de Los Angeles       | 30 novembre 2021 | -        | -                   | -             |
| Paniers tentés             | 19               | @ Magic d'Orlando           | 20 mars 2017     | 1        | @ Celtics de Boston | 30 avril 2018 |
| Paniers à 3 points réussis | 3                | Bucks de Milwaukee          | 8 avril 2017     | -        | -                   | -             |
| Paniers à 3 points tentés  | 4                | 4 fois                      | 4 fois           | -        | -                   | -             |
| Lancers francs réussis     | 10               | @ Celtics de Boston         | 19 mars 2021     | -        | -                   | -             |
| Lancers francs tentés      | 12               | @ Celtics de Boston         | 19 mars 2021     | -        | -                   | -             |
| Rebonds offensifs          | 9                | @ Grizzlies de Memphis      | 21 décembre 2019 | -        | -                   | -             |
| Rebonds défensifs          | 15               | Hornets de Charlotte        | 5 novembre 2021  | 1        | Heat de Miami       | 16 avril 2018 |
| Rebonds totaux             | 20               | Hornets de Charlotte        | 5 novembre 2021  | 1        | Heat de Miami       | 16 avril 2018 |
| Passes décisives           | 6                | 2 fois                      | 2 fois           | 1        | Heat de Miami       | 14 avril 2018 |
| Interceptions              | 4                | 2 fois                      | 2 fois           | -        | -                   | -             |
| Contres                    | 6                | 3 fois                      | 3 fois           | -        | -                   | -             |
| Balles perdues             | 6                | @ Warriors de Golden State  | 15 décembre 2019 | -        | -                   | -             |
| Minutes jouées             | 45               | Timberwolves du Minnesota   | 26 décembre 2019 | 6        | Heat de Miami       | 14 avril 2018 |

- Double-double : 59
- Triple-double : 0

Dernière mise à jour : 23 février 2025

## Salaires
| Saison      | Équipe                | Salaire      |
| ----------- | --------------------- | ------------ |
| 2015-2016   | 76ers de Philadelphie | 1 050 000 $  |
| 2016-2017   | 76ers de Philadelphie | 1 025 831 $  |
| 2017-2018*  | 76ers de Philadelphie | 1 471 382 $  |
| 2018-2019   | Suns de Phoenix       | 1 600 520 $  |
| 2019-2020   | Kings de Sacramento   | 4 767 000 $  |
| 2020-2021   | Kings de Sacramento   | 5 005 350 $  |
| Total Gains | Total Gains           | 14 920 083 $ |
| 2021-2022   | Kings de Sacramento   | 10 384 500 $ |
| 2022-2023   | Kings de Sacramento   | 11 215 260 $ |
| 2023-2024   | Kings de Sacramento   | 12 046 020 $ |
| 2024-2025   | Kings de Sacramento   | 12 876 780 $ |

Note : * En 2017-2018, le salaire moyen d'un joueur évoluant en NBA est de 6 676 762 $.